# Кузьва
Кузьва — деревня в Кудымкарском районе Пермского края. Входила в состав Белоевского сельского поселения.

## География
Располагается на правом берегу реки Кувы северо-западнее от города Кудымкара.
В деревне 10 улиц: Дружбы, Захарова, Им. М. Ф. Сторожевой, Луговая, Новоселов, Речная, Садовая, Цветочная, Центральная, Школьная.

## История
Постановлением ЗС КПАО от 29.04.1998 г. № 61 деревня Егорово переименована в Кузьва.

## Население
| 2010 |
| ---- |
| 268  |